# Kozački hetmanat
Kozački Hetmanat ili Zaporoška Republika, Kozačka Republika (ukr. Гетьманщина, formalno Вoйсько Запорозьке) bio je od 1649. do 1764. vid republike, politička tvorevina sa visokim stupnjem autonomije, nastala za vreme ustanka (1648. do 1657) ukrajinskih Kozaka pod vodstvom njihovog prvog hetmana Bogdana Hmeljnickog.
Hetmanat je osnovao Hetman Zaporoške vojske Bogdan Hmeljnicki tokom ustanka iz 1648–1657. Uspostavljanje vazalskih odnosa sa Ruskim carstvom u Sporazumu iz Perejaslava iz 1654. se smatra odrednicom Kozačkog hetmanata u sovjetskoj, ukrajinskoj i ruskoj istoriografiji. Drugo Perejaslavsko veće iz 1659. dalje je ograničilo nezavisnost hetmanata, i sa moskovske strane je bilo pokušaja da se deklarišu sporazumi uspostavljeni sa Jurijem Kmelnitskim 1659. godine kao ništa više nego „bivši Bogdanovi sporazumi” iz 1654. Godine 1667 Sporazum iz Andrusova – sproveden bez reprezentacije Kozačkog hetmanata – uspostavio je granice između Poljske i Ruske države, deleći hetmanat po sredini duž Dnjepra i stavljajući Zaporoški sič pod formalnu zajedničku Rusko-Poljsku administraciju.
Nakon neuspešnog pokušaja da se prekine unija sa Rusijom Ivana Mazepe iz 1708, cela oblast je bila uključena u Kijevsku guberniju i kozačka autonomija je bila ozbiljno ograničena. Katarina Velika je zvanično ukinula instituciju hetmana 1764. godine, i u periodu 1764—1781. Kozački hetmanat je bio inkorporiran kao Gubernija Mala Rusija koju je predvodio Pjotr Rumjantsev, dok su zadnji ostaci administrativnog sistema hetmanata ukinuti 1781. godine.

## Istorija
Nakon podele ukrajinskih teritorija 1667, autonomni Kozački Hetmanat, postao je teritorijalno ograničen na istočnu Ukrajinu, odnosno na levu obalu Dnjepra. Onaj deo kozačkih teritorija sa desne obale, koji je ostao pod nominalnom vlašću Poljsko-Litavske Unije, potpuno je izgubio autonomiju na prelazu u 18. vek.
Na čelu te paradržavne tvorevine bio je hetman, kog je teoretski birala opšta skupština Kozaka, ali se to u praksi svodilo na to da je taj izbor bio u rukama viših oficira, koji su bili u velikoj meri pod uticajem ruskih careva. Uslovi autonomije su kod svakog novog izbora hetmana, bili drugačiji (zapravo svaki put je smanjivan stupanj autonomije), a time i nadležnost hetmana. Ipak tokom čitavog jednog veka Kozački Hetmanat uživao je veliku dozu samouprave, pa je to bio period značajnog ekonomskog i kulturnog razvoja.
Vladajuća elita Hetmanata sastojala se od kozačkih viših oficira (staršina), koji su se vremenom pretvorili u naslednu klasu, po uzoru na poljsko plemstvo i načelno sa istim privilegijama. Ostali obični Kozaci bili su toliko siromašni, da među njima gotovo da nije bilo nikakve staleške razlike, osim što su se pravnom pogledu razlikovali vojnici od kmetova.
Što se tiče religije i crkvenih pitanja, Grkokatolička crkva je potpuno istisnuta sa kozačkih teritorija, a Kijevska pravoslavna mitropolija prebačena je 1686. iz jurisdikcije Carigradske vaseljenske patrijaršije u ruke Moskovske patrijaršije. S druge pak strane je ukrajinsko sveštenstvo vremenom steklo veliki uticaj širom Carske Rusije, ali je u samom Hetmanatu tokom 18. veka postupno izgubilo svoju tradicionalnu autonomiju i prepoznatljiv ukrajinski karakter.
Vrhunac Kozačkog Hetmanata bio je za vreme vladavine hetmana Ivana Mazepe, koji se u prvom delu svoje vladavine jako oslanjao na podršku koju mu je pružao car Petar Veliki. U tom razdoblju je Mazepa vladao gotovo poput monarha u svom Hetmanatu. Pod njegovom vladavinom procvetala je književnost, umetnost i arhitektura u prepoznatljivom kozačkom baroknom stilu, a Kijevsko-Mogiljanska akademija doživila je svoje zlatno doba. Mazepa je svakako hteo da priključi i teritorije na desnoj obali pod svoju vlast, i tako ponovno stvoriti ujedinjenu ukrajinsku državu, pod suverenitetom ruskih careva.
Status Hetmanata znatno promjenio od kad je počeo Veliki severni rat sa Šveđanima, jer je Petar počeo da centralizuje državu i da smanjuje autonomna prava Hetmanata po čijem su se teritoriji odvijale neke od borbi. Revoltiran tim Mazepa je 1708. ušao u tajne pregovore sa švedskim kraljem Karlom XII da bi uz njegovu pomoć došao do nezavisnosti, ali nakon što su Šveđani pobeđeni u odlučujućoj Bici kod Poltave (1709) pobegao je u Moldaviju, gde je ubrzo nakon tog i umro.
Iako je nakon tog Petar dopustio izbor Mazepinovog naslednika, privilegije autonomije Hetmanata su ozbiljno umanjene, one su zapravo tokom preostalih dekada 18. veka, još više smanjivane. Od 1722. do 1727. i ponovo od 1734. do 1750, status Kozačkog Hetmanata bio je isti - i činilo se da će se ugasiti, nakon što je ruska carska vlast uvela nove institucije kao instrument za administrativnu kontrolu nad zemljom. Pomak se desio 1750. kad je carica Jelisaveta |I oživila Hetmanat, na čije je čelo postavila Kirila Rozumovskog, inače brata svog ljubavnika. Nakon stupanja na prestolje Katarina Velike 1762, hetman i visoki oficiri (strašine) poslali su joj peticiju, u kojoj su tražili povratak svih starih privilegija, ali je Katarina Velike umesto da uvaži njihove zahteve, prisilila Rozumovskija da podnese ostavku.
Tokom sledećih 20 godina eliminisani su svi tragovi kozačke autonomije, na kraju su ruski vojnici 1775. srušili Zaporoški Sič, poslednji kozački bastion.

### Sloboda Ukrajine
Krajevi koji su ležali istočno od Kozačkog Hetmanata zvani divlja polja, ostali su uglavnom nenaseljeni sve do 17. veka. Razlog za to bila je nesigurnost, nakon invazije Mongola na te krajeve. Počevši od kraja 16. veka Velika moskovska kneževina počela je da gradi čitavu seriju utvrđenja protiv Tatara, pa je tako i širila svoju vlast na te krajeve.
Od početka 17. veka taj kraj postaje područje kolonizacije u koji beže ukrajinski seljaci i Kozaci pred neizdrživim feudalnim uslovima koji su vladali u krajevima pod vlašću Poljsko-Litavske Unije. Došljaci su osnivali svoja naselja - lišena bilo kakvih feudalnih stega zvane sloboda, zbog tog je čitav taj kraj dobio ime Sloboda Ukrajine, a grad Harkov se razvio u glavni regionalni centar. Poput Hetmanata i Sloboda Ukrajine, uživala je veliku unutrašnju autonomiju, ali su njene funkcionere postavljali ruske carske vlasti.
Autonomiju Slobode Ukrajine ukinula je dekretom carica Katarina Velika 1765. godine.

## Literatura
- Magocsi, Paul Robert (1996). A History of Ukraine. Toronto: University of Toronto Press. стр. 784. ISBN 978-0-8020-0830-5.
- Magocsi, Paul Robert (2010). History of Ukraine: The Land and Its Peoples (2nd изд.). Toronto: U of Toronto. ISBN 978-1442610217. Архивирано из оригинала 13. 03. 2016. г. Приступљено 27. 12. 2018.
- Kármán, Gábor; Kunčevic, Lovro, ур. (2013). The European Tributary States of the Ottoman Empire in the Sixteenth and Seventeenth Centuries. Leiden: Brill. ISBN 9789004246065.
- Sysyn, Frank E. (1987), „A curse on both their houses: Catholic attitudes toward the Jews and Eastern Orthodox during the Khmel'nyts'kyi Uprising in Father Pawel Ruszel "Fawor niebieski"”, Israel and the Nations, стр. xi—xxiv
- Rosman, Moshe (Murray) J. (2003). „Dubno in the wake of Khmel'nyts'kyi”. Jewish History. 17 (2): 239—255. S2CID 159067943. doi:10.1023/a:1022352222729.
- Yakovenko, Natalia (2003). „The events of 1648–1649: contemporary reports and the problem of verification”. Jewish History. 17 (2): 165—178. S2CID 159214775. doi:10.1023/A:1022308423637.
- Kohut, Zenon E. (2003). „The Khmelnytsky Uprising, the image of Jews, and the shaping of Ukrainian historical memory”. Jewish History. 17 (2): 141—163. S2CID 159708538. doi:10.1023/A:1022300121820.
- Sysyn, Frank E. (2003). „The Khmel'nyts'kyi Uprising: a characterization of the Ukrainian revolt”. Jewish History. 17 (2): 115—139. S2CID 159327759. doi:10.1023/A:1022356306799.
- Plokhi, Serhii (2001). The Cossacks and Religion in Early Modern Ukraine. Oxford: Oxford University Press.
- Asch, Sholem (1919). Kiddush HaShem: An Epic of 1648. Jewish Publication Society of America.

## Spoljašnje veze
- Okinshevych, A.; Zhukovsky. „Hetman state”. Encyclopedia of Ukraine. Приступљено 02. 01. 2008.
- „The Left-Bank Hetmanate”. Mission of Ukraine to European Communities. Архивирано из оригинала 07. 06. 2011. г. Приступљено 02. 01. 2008.
- „Cossack State after 1649 (map)”. sumy.net.ua. Архивирано из оригинала 24. 11. 2004. г. Приступљено 02. 01. 2008.